# ABAT
ABAT‏ (4-aminobutyrate aminotransferase) هوَ بروتين يُشَفر بواسطة جين ABAT في الإنسان.